# Simbad
Simbad ou Simbá, o Marujo (também grafado Sinbad, Sindbá ou Sindbad; em árabe: السندباد البحري, transl. as-Sindibād al-Baḥri; em persa: سندباد, transl. Sendbād) é um ciclo de histórias de origem no antigo Oriente Médio. Simbad, o herói destas histórias, é um marinheiro fictício originário de Bagdá, que viveu durante o califado abássida. Suas sete viagens pelos mares a leste da África e a sul da Ásia o fazem passar por inúmeras aventuras fantásticas que incluem encontros com povos estranhos, seres monstruosos e fenômenos sobrenaturais, como ciclopes.

## Origens

### Antoine Galland
No Mundo ocidental a história de Simbad é conhecida a partir d'As Mil e uma Noites, a célebre coleção de contos árabes traduzida ao francês pelo orientalista Antoine Galland e publicada entre 1704 e 1717. Sabe-se, porém, que a história de Simbad não estava originalmente em nenhum manuscrito das Noites utilizado por Galland, e que a inclusão daquela história na coleção foi uma decisão arbitrária do autor francês.
Em finais do século XVII, Galland estava ativamente envolvido na tradução de obras orientais. Em 1696 havia terminado uma tradução da versão turca de Kalila e Dimna, e por volta de 1698 terminou de traduzir um manuscrito em árabe com a história das Viagens de Simbad, o Marujo. Os manuscritos do Simbad usados por Galland para sua tradução são oriundos do século XVII e não contém outras histórias associadas. Galland entregou uma cópia manuscrita do Simbad em francês à Marquesa d'O, filha do embaixador da França em Constantinopla, e conseguiu de sua protetora financiamento para a publicação da obra.

### Mil e uma noites
O Simbad, porém só seria publicado muito tempo depois, insertado no volume 3 das Mille et une nuits. Na sua nota (avertissement) à primeira edição das Noites (1704), Galland explica o porquê do atraso: após terminar com a tradução do Simbad, soube através de um informante que essa história era parte de uma coleção maior de contos árabes. Essa informação fez com que Galland suspendera a publicação do Simbad e buscara recuperar mais manuscritos do Oriente para realizar uma tradução completa. Galland finalmente conseguiu três antigos manuscritos das Noites, provenientes da Síria, mas nenhum incluía o Simbad. De fato, atualmente considera-se que a história de Simbad seja um conjunto autônomo de contos que provavelmente nada tenha a ver com As Mil e Uma Noites. Isso não impediu que Galland a incluísse nas Noites, chegando a dividir a narração das viagens de Simbad em noites contadas por Xerazade.

### Após Galland
A partir da célebre obra de Galland, a história de Simbad passou a ser normalmente incluída nas edições das Mil e Uma Noites, inclusive em cópias manuscritas árabes produzidas a partir do século XVIII. As duas primeiras edições árabes das Noites (edição de Calcutá de 1814-18 e edição de Bulac de 1834) incorporam a história de Simbad, ainda que a de Calcutá a apresente no final da obra, separada das Noites propriamente ditas. Na famosa tradução de Richard Francis Burton (1885), as "As Sete Viagens de Simbad" ocupam o conto 133 do volume 6.

## Os contos
A história das viagens de Simbad pode ser resumida assim:

### Simbad o marujo e Simbad o terrestre
Nos dias de Harune Arraxide, califa de Bagdá, vivia nesta cidade um pobre carregador. Certo dia, o carregador faz uma pausa no seu árduo trabalho para descansar junto à casa de um rico comerciante, e pragueja contra a injustiça do mundo, que permite que ele seja um pobre miserável e que o dono da casa seja tão rico. Ao escutar seus lamentos, o senhor da casa pede que ele seja trazido para dentro, onde é revelado que os dois, por coincidência, chamam-se Simbad. O Simbad rico diz ao Simbad carregador que ele já foi pobre e tornou-se rico por "fortuna e destino", e se oferece para contar-lhe a história de suas viagens maravilhosas.

### Primeira viagem
Após dilapidar a riqueza que recebeu de herança do pai, Simbá investe comprando mercadoria e decide tentar a sorte como comerciante num navio que sai do porto de Baçorá (al-Basra) para o Oriente. Após um tempo de viagem, o navio aporta numa ilha, que na verdade revela-se ser uma gigantesca baleia adormecida em cujo dorso crescem árvores. O animal desperta com uma fogueira acesa pelos homens e mergulha, desaparecendo nas profundezas. Na confusão o navio se afasta, abandonando Simbá sozinho no mar, agarrado numa tina de madeira. Após um tempo à deriva, o aventureiro chega a uma ilha coberta por vegetação. Explorando a ilha, Simbá encontra um serviçal do rei local, e ajuda a salvar a égua do soberano de ser afogada por um cavalo aquático (um cavalo fantástico que vive debaixo d'água). Simbá torna-se amigo do rei e passa a ser um dos membros favoritos da corte. Um dia, chega à ilha o navio no qual Simbá havia partido em viagem e ele recupera sua mercadoria. Antes de abandonar a ilha no barco, Simbá recebe ricos presentes do rei. O navio viaja à Índia, onde fazem negócios, e ao retornar a Bagdá, Simbá consegue grande lucro com as mercadorias do Oriente. Ao terminar o relato, Simbá o marujo dá ao carregador 100 moedas de ouro, e lhe pede que retorne no dia seguinte para escutar o próximo conto.

### Segunda viagem
Apesar de ter juntado riqueza e levar uma vida de diversão, Simbá ainda sentia vontade de viajar pelo mundo. Embarca então noutra aventura comercial, mas acidentalmente é abandonado numa ilha pelos seus companheiros de viagem. Explorando a ilha, Simbá dá com um enorme objeto, liso e arredondado, que descobre ser um ovo de um pássaro roca - uma ave fabulosa gigantesca. O pássaro retorna ao ninho e não percebe a presença de Simbá, que usa seu turbante para atar-se à pata do animal, na esperança de ser levado a um lugar habitado. A ave levanta voo e o carrega até um vale coberto de diamantes e habitado por monstruosas serpentes que servem de alimento para os rocas. Simbá se encontra sozinho no vale, à mercê das serpentes. Descobre, porém, uma forma de escapar: para conseguir os diamantes do vale inacessível, os habitantes da ilha jogam grandes pedaços de carne no fundo do vale, que são agarrados por aves enormes que os levam aos seus ninhos. Alguns diamantes ficam aderidos aos pedaços de carne, que então são recuperados pelos homens. Observando isso, Simbá amarra um pedaço de carne ao seu corpo e é levado para fora do vale por uma das aves gigantes. É resgatado do ninho por um mercador, e retorna a Bagdá com uma fortuna em diamantes.

### Terceira viagem
Novamente ansioso por novas aventuras, Simbá sai de Baçorá numa nova expedição. Os ventos levaram o barco a uma ilha habitada por homens peludos como macacos, que tomaram o barco e abandonam os tripulantes em outra ilha. Os homens chegam a um palácio habitado por um gigante com forma de homem, pele negra, olhos vermelhos como brasas, uma boca enorme como a de um camelo com longos dentes, orelhas como as de um elefante e longas garras como as das feras. O monstro começa então a devorar a tripulação, começando pelo gordo capitão, que é assado na brasa. Simbad organiza os companheiros para escapar: primeiro constroem uma jangada e, quando o monstro dormia, furaram-lhe os olhos com os espetos que usava para assar sua comida. Cego e furioso, o gigante sai do palácio e os homens correm à praia e escapam na jangada. Após um tempo no mar, chegam a outra ilha, onde uma serpente gigante come os companheiros de Simbad. Finalmente, o marujo é resgatado por um navio, o mesmo que o havia esquecido numa ilha na segunda viagem. Simbad recupera sua mercadoria e retorna a Bagdá ainda mais rico.
Essa aventura tem evidentes paralelos com o episódio de Ulisses e o ciclope Polifemo da obra de Homero.

### Quarta viagem
Na sua quarta viagem, à qual foi impelido novamente pela sua ânsia de aventura, o navio em que viaja Simbá naufraga. Na ilha onde chegam, os marinheiros são encontrados por selvagens nus e canibais que lhes dão para comer ervas com o poder de enlouquecer aqueles que as provam. O único que não come é Simbá, que consegue escapar e é transportado por um grupo de coletores de pimenta a outra ilha. Ali, Simbá trava amizade com o rei local e recebe uma linda e rica mulher como esposa.
Já tarde demais, Simbá é informado de um peculiar costume local: quando um dos cônjuges morre, o outro é enterrado ainda em vida com o mesmo, ambos vestidos com as melhores roupas e vestidos. A mulher de Simbá adoece e morre, levando ao encerramento do esposo numa enorme caverna subterrânea - uma tumba comunitária - com um jarro de água e sete pães. Justo quando termina o suprimento de comida, uma viúva é jogada na caverna. Imediatamente, Simbá pega um fêmur e a ataca, matando-a com uma pancada, e apodera-se de sua água e comida.
Ao longo do tempo, Simbá repete essas ações com outros condenados e se apodera de bastante água, pão e jóias dos corpos. Mas não conseguia encontrar uma maneira de escapar, até que um dia um animal não-identificado o guia até uma saída. Já no exterior, Simbá é resgatado por um navio que passava, que o leva de volta a Bagdá após completar a viagem pelo Sudeste da Ásia.

### Quinta viagem
Novamente no mar, o navio em que viaja Simbad passa junto a uma ilha deserta. A tripulação vê um gigantesco ovo, que Simbad reconhece como sendo de um roca. Os homens decidem examinar o ovo, quebram-no e comem o filhote que estava por nascer. Simbad, assustado pelo que fazem, diz aos marinheiros que voltem ao navio, mas as aves gigantes aparecem e jogam enormes rochas sobre o navio, afundando-o. 
Simbad consegue escapar a uma ilha, mas é escravizado pelo Velho Homem do Mar, uma criatura que posiciona-se sobre seus ombros e aperta o pescoço de Simbad com suas pernas, que assumem a forma de ramos secos e impedem que Simbad possa desvencilhar-se dele. Passam-se dias assim, até que Simbad, usando de sua astúcia, prepara vinho e convence o Velho do Mar a beber. A criatura, bêbada, finalmente cai, dando a oportunidade a Simbad de matá-la.
Um navio o leva à cidade dos macacos, cuja população passa as noites em barcos no mar, com medo dos macacos que invadem a cidade após o por-do-sol, matando os homens que encontram. Apesar disso, Simbad recupera suas riquezas e eventualmente retorna a Bagdá.

### Sexta viagem
Em sua sexta viagem, Simbad e seus companheiros sofrem um naufrágio quando o navio bate contra uma alta falésia. A terra onde se encontram os marinheiros não possui nenhum tipo de comida, e todos vão morrendo de fome, até que Simbad é o único sobrevivente. Ele descobre um rio que corre por dentro da falésia, constrói uma balsa e usa-a para navegar pelo rio. O curso d'água está coberto de pedras preciosas, e o leva até uma cidade do reino de Serendib (Ceilão, atual Sri Lanca), na qual os rios estão cheios de diamantes e os vales de pérolas. O rei local se impressiona pelo relato que Simbad faz de Harune Arraxide, e decide encarregar Simbad de lhe levar presentes, entre eles uma taça esculpida de uma única pedra de rubi, uma cama feita da pele de uma serpente que havia engolido um elefante, e uma escrava, linda como o brilho da lua. Simbad retorna a Bagdá com os presentes, onde o califa se maravilha com a história sobre o rei do Ceilão.

### Sétima viagem
Uma vez mais, Simbad sai de viagem e seu navio, como sempre, naufraga. Desta vez, são três peixes monstruosos que atacam e destroem o navio. Simbad termina numa ilha, onde consegue travar amizade com o mais importante mercador do lugar. Este casa Simbad com sua filha e faz dele seu herdeiro, e pouco tempo depois morre. Simbad vivia feliz com sua esposa até que, um dia, percebe que os homens do lugar passavam por uma estranha transformação uma vez por mês: cresciam asas e voavam até o céu, retornando depois. Intrigado, Simbad convence um deles para que o carreguem no voo que fazem e, efetivamente, no mês seguinte o marujo é levado ao céu por um dos homens alados. No alto, Simbad vê anjos que cantam alabanças a Alá. Emocionado, o marujo exclama "Glória a Deus!", o que irrita enormemente os homens alados, que o abandonam no cimo de uma montanha. Sozinho novamente, Simbad encontra dois adoradores do Senhor, que lhe entregam uma bengala de ouro. No caminho de volta, usa a bengala para livrar um homem que estava sendo atacado por uma serpente gigante.
Finalmente, Simbad consegue retornar à cidade, onde fica sabendo pela mulher que os homens alados pertencem a uma raça de demônios, mas que ela e seu falecido pai são pessoas normais. Simbad decide abandonar a ilha e parte com sua mulher numa longa viagem pelos portos da Ásia. Vinte e sete anos durou em total a sétima viagem, até que Simbad regressa a Bagdá. Desta vez, o marujo renuncia às aventuras no mar, arrependido de ter tantas vezes desafiado a Sorte e arriscado a vida.
Ao final de seu relato, Simbad o marujo ordena que lhe deem mil moedas de ouro a Simbad o terrestre e lhe diz: "não vês que alguém que superou tantas provações merece agora uma vida despreocupada?", ao que responde Simbad o terrestre que "certamente mereces o ócio e o bem-estar. Vive em paz, e que cada instante te traga a felicidade!". Agradecendo o ouro que lhe fora dado, Simbad o terrestre aproveita para tornar-se ele mesmo um renomado mercador.

## Adaptações
Simbad permanece como uma das narrativas mais populares das Mil e uma Noites, tendo suas histórias já sido adaptadas para diversas mídias, desde a música, o teatro, cinema a desenhos animados e quadrinhos (banda desenhada). Estas adaptações frequentemente divergem muito dos contos originais.

### Música
Na suíte sinfônica Scheherazade (1888), do compositor russo Nikolai Rimsky-Korsakov, o primeiro movimento intitula-se O Mar e o Barco de Simbad.

### Filmografia
- Simbad, o Marujo (1935)

- Simbad, o Marujo (1947)
- Simbad e a Princesa (1958)
- Capitão Sindbad (1963)
- A Nova Viagem de Simbad (1974)
- Simbad, o Marujo Trapalhão (1976)
- Sinbad e o Olho do Tigre (1977)
- Sinbad e os sete mares (1989)
- Sinbad - A Lenda dos Sete Mares (animação da DreamWorks)
- Simbad - Série de TV (2012)

### Outras mídias
Simbad foi a inspiração para um dos personagens do mangá Magi: The Labyrinth of Magic, criado por Shinobu Ohtaka. O mesmo personagem também protagoniza o mangá intitulado Simbad no Bouken (シンドバッドの冒険). No anime de Magi, ele é dublado por Daisuke Ono no original japonês.